# Fatma Sultan (figlia di Selim I)
Fatma Sultan (turco ottomano: فاطمہ سلطان, lett. "colei che si astiene"; Trebisonda, ante 1494 – Bursa o Costantinopoli, 1566) è stata una principessa ottomana, figlia del sultano Selim I e della favorita Hafsa Hatun e perciò sorella del sultano Solimano il Magnifico.

## Biografia
Fatma nacque a Trebisonda, sul mar Nero, dall'allora Şehzade Selim, figlio di Bayezid II e governatore della provincia, e dalla sua favorita Hafsa Hatun, una concubina crimea che sarebbe diventata la prima Valide Sultan della storia.  
Nel 1512, suo padre divenne sultano. Fatma potrebbe averlo raggiunto a Costantinopoli, oppure, come prevedeva la tradizione per le principesse nubili, essere rimasta, insieme alle sorelle, con la madre, la quale come da prassi seguì il figlio Solimano nei suoi vari incarichi come governatore a Kaffa, Edirne e Manisa, lasciandola al momento del suo primo matrimonio. 
Fatma Sultan si sposò tre volte: 
- Nel 1516 con Mustafa Paşa, governatore di Antalya. Il matrimonio venne annullato nel 1520, quando scoprì l'omosessualità del marito.
- Nel 1522 con Kara Ahmed Paşa, che fu Gran Visir fra il 1553 e il 1555. Secondo alcune fonti, da questo matrimonio nacquero due figlie. Rimase vedova quando il marito fu giustiziato nel 1555.
- Nel 1562 con Hadım İbrahim Pasha, un eunuco e visir. Le fonti su questo matrimonio sono discordanti: alcune ritengono il matrimonio una punizione a cui la principessa fu obbligata con la forza, anche se poi il matrimonio si rivelò felice, altri al contrario scrissero che fu fin da subito un matrimonio d'amore voluto proprio da Fatma. Rimase vedova nel 1563.

Fatma Sultan morì nel 1566, e venne sepolta a Istanbul, nel mausoleo del secondo marito all'interno della Moschea da lei stessa commissionata. 

## Cultura di massa
Nella serie televisiva storica "Il secolo magnifico" è interpretata dall'attrice turca Meltem Cultum. 